# Takekoshi Yosaburō
Takekoshi Yosaburō est un nom japonais traditionnel ; le nom de famille (ou le nom d'école), Takekoshi, précède donc le prénom (ou le nom d'artiste).
Takekoshi Yosaburō (竹越 與三郎), né le 22 novembre 1865 – décédé le 12 janvier 1950, est un historien et politicien japonais, membre de la Diète et du Conseil privé. Il est diplômé de la Keiō gijuku.
Takekoshi est un défenseur engagé de l'expansion japonaise dans les Mers du Sud, plutôt qu'en Chine.
Parmi ses ouvrages traduits en anglais figurent Japanese Rule in Formosa et un monumental Economic Aspects of the Civilization of Japan, qui comprend une multitude de données quantitatives provenant de sources pré-modernes.

## Source de la traduction
- (en) Cet article est partiellement ou en totalité issu de l’article de Wikipédia en anglais intitulé « Takekoshi Yosaburō » (voir la liste des auteurs).